# استوائیه شرقی
استوائیهٔ شرقی، یکی از استان‌های کشور سودان جنوبی است. مرکز آن شهر کبویتا می‌باشد. این استان ۸۲،۵۴۲ کیلومتر مربع مساحت دارد.